# Michael Milken
Michael Robert Milken (n. 4 de julio de 1946) es un economista estadounidense, padre de los llamados bonos basura.

## Biografía
Michael Milken nació el 4 de julio de 1946 en el seno de una familia judía en Encino, California. En 1968 se graduó de la Universidad de Berkeley en California. Es MBA por la Wharton School de la Universidad de Pensilvania. Entre sus profesores destacó W. Braddock Hickman, expresidente de la Reserva Federal de Cleveland.

## Trayectoria
Vinculado desde sus prácticas universitarias en 1969 con la banca de inversión Drexel Burnham Lambert, unos años más tarde, ya como jefe del departamento de bonos del banco, hacia 1975, convenció a su empresa del potencial de mercado de los llamados bonos basura, esto es, bonos inferiores a la calificación BBB - por las agencias de calificación estadounidenses como Standard & Poor's. Superó las limitaciones que encuentran los bonos por el riesgo de default de las sociedades emisoras. Milken, con los fondos y medios puestos a su disposición por Drexel, planteó remediar estos problemas mediante la construcción de un mercado secundario para los emisores de bonos basura y la financiación en caso de dificultades financieras. Para cada título renegociado en el mercado secundario, Drexel consiguió una comisión de 3,2% y esto hizo a la empresa de Milken la más rentable de Wall Street en 1987. Concretamente, si en 1976 Milken obtuvo unos ingresos estimados en cinco millones de dólares, en 1987 Milken tuvo unos emolumentos de 550 millones de dólares entre sueldos y complementos.

## Condena
En ese mismo año, 1987, estalló el escándalo financiero que llevó a Milken a la cárcel y a la Drexel Burnham Lambert a la quiebra. Tras el escándalo, la firma Drexel Burnham Lambert presentó suspensión de pagos.
En 1990 Milken fue condenado a 10 años de cárcel por seis delitos de los que se declaró culpable en el juicio celebrado en abril de 1989, incluidos fraude bursátil y conspiración. También fue condenado a una multa de 900 millones de dólares. 
Pasó en prisión 22 meses de los diez años a los que fue condenado. La prensa le dio la espalda y se ensañó con él y la crisis financiera llevó su imagen por los suelos.
En 1991 fue ganador del Premio Ig Nobel de Economía, aunque no pudo asistir a la gala de entregas, por encontrarse en prisión.
Tras la crisis financiera de 1987, el Gobierno de Estados Unidos y Wall Street prometieron no volver a tropezar en la piedra de los excesos y la exuberancia irracional y prohibieron de por vida a Mike Milken acercarse al mercado financiero.

## Polémica
Superada la crisis, en pocos años los mercados volvieron por sus fueros. Algunos lo interpretaron “como una peripecia de 'pillos' y no como lo que en realidad podía ser: un problema sistémico, con capacidad para reproducirse una y otra vez”.
Sin embargo, para otros, Michael Milken representa “el genio que revolucionó los mercados financieros estadounidenses durante las décadas de 1970 y 1980” y que posibilitó el acceso al capital de cientos de pequeñas y medianas empresas, capital que estuvo generalmente restringido a lo largo de la historia.